# Meibomia neglecta
Meibomia neglecta là một loài thực vật có hoa trong họ Đậu. Loài này được (Cham. & Schltdl.) Kuntze mô tả khoa học đầu tiên năm 1891.